# RuPaul's Drag Race UK
RuPaul's Drag Race UK je britanska reality natjecateljska emisija temeljena na američkoj emisiji RuPaul's Drag Race koja se u Ujedinjenom Kraljevstvu prikazuje na kanalu BBC Three te na usluzi WOW Presents Plus u ostatku svijeta. Emisija prati britanske „drag kraljice” u natjecanju za titulu „sljedeće Drag Race superzvijezde Ujedinjenog Kraljevstva.”
RuPaul's Drag Race UK drugi je po redu međunarodni naslov u serijalu Drag Race. Emisija je s prikazivanjem započela 3. listopada 2019. godine. Do sada se prikazalo šest sezona. Kao i u američkoj inačici emisije, RuPaul ima ulogu voditelja, mentora i glavnog člana žirija. 

## Produkcija

### Format
RuPaul vodi emisiju te djeluje kao mentor natjecatelja kroz izazove. Natjecatelji su odabrane „drag kraljice” koje se iz epizode u epizodu natječu u raznim izazovima poput glume, plesa, prerušavanja u poznate osobe, komedije, modnog dizajniranja i sl. Osim izazova, svaka epizoda prikazuje i modnu reviju u kojoj natjecatelji prezentiraju svoje modne kombinacije pred žirijem. Na temelju izvedbe u izazovima i na modnoj pisti, žiri svakoga tjedna bira pobjednika izazova, a dva najlošija natjecatelja ulaze u lipsync duel (eng. Lipsync For Your Life), na temelju kojeg jedan natjecatelj napušta emisiju. Na kraju svake sezone, RuPaul bira pobjednika među preostalim kandidatima. 

### Suci
Sudačkim panelom predsjeda RuPaul. Uz njega je stalna sutkinja Michelle Visage, a Alan Carr i Graham Norton međusobno se izmjenjuju u sudačkoj ulozi iz epizode u epizodu. Gotovo svaka epizoda uključuje i gostujućeg suca, poznatu osobu iz svijeta glazbe, glume, komedije, mode i sl.

## Pregled emisije
| Sezona | Sezona | Epizode | Epizode | Originalno emitiranje | Originalno emitiranje | Broj natjecatelja | Pobjednica      | Pratilja                     |
| Sezona | Sezona | Epizode | Epizode | Premijera             | Finale                | Broj natjecatelja | Pobjednica      | Pratilja                     |
| ------ | ------ | ------- | ------- | --------------------- | --------------------- | ----------------- | --------------- | ---------------------------- |
|        | 1.     | 8       | 8       | 3. listopada 2019.    | 21. studenoga 2019.   | 10                | The Vivienne    | Divina De Campo              |
|        | 2.     | 10      | 10      | 14. siječnja 2021.    | 18. ožujka 2021.      | 12                | Lawrence Chaney | Bimini Bon-Boulash Tayce     |
|        | 3.     | 10      | 10      | 23. rujna 2021.       | 25. studenoga 2021.   | 12                | Krystal Versace | Ella Vaday Kitty Scott-Claus |
|        | 4.     | 10      | 10      | 22. rujna 2022.       | 24. studenoga 2022.   | 12                | Danny Beard     | Cheddar Gorgeous             |
|        | 5.     | 10      | 10      | 28. rujna 2023.       | 30. studenoga 2023.   | 10                | Ginger Johnson  | Michael Marouli              |
|        | 6.     | 12      | 12      | 25. rujna 2024.       | 28. studenoga 2024.   | 10                | Kyran Thrax     | La Voix                      |

## Vanjske poveznice
- Službena stranica na WOW Presents Plus
- Službena stranica na Instagramu